# Luis Balaguer
Luis Alberto Balaguer (n. en 1951 en la ciudad de Mendoza) es un contador público, periodista, escritor y político argentino. Ha realizado numerosas denuncias sobre distintos casos de corrupción en su país, particularmente a aquellos perpetrados en la Provincia de Mendoza. Gracias a su empeño se han puesto en foco grandes operaciones de lavado de dinero que involucran incluso al poderoso Citibank.

## Historia
Participó desde el nacimiento en Mendoza del "Frente Estudiantil Nacional" (FEN), una agrupación nacional que tenía como referente a Roberto “Pajarito” Grabois. Este grupo después se unió a las huestes de Alejandro Álvarez para crear lo que se denominó la "Mesa del Trasvasamiento Generacional" (TG), en abierta contradicción con otro sector de la Juventud Peronista (JP), denominado la "Tendencia Revolucionaria" (TR), afín a los Montoneros. Las principales diferencias entre ambos sectores eran sobre el rol de Perón en el movimiento y el método más idóneo para la toma del poder ya que "la Tendencia" creía que debía ser militarmente mediante la metodología de la guerrilla urbana.

Con el tiempo el TG se transformó en "Guardia de Hierro", deviniendo en una organización de la derecha peronista que respondía a José López Rega e Isabel Martínez de Perón. Fue entonces que Balaguer se distancia de ellos y pasa a militar en la JP Lealtad, una agrupación que se formó básicamente con disidentes del TG y de la TR, que no estuvieron de acuerdo con la decisión de Montoneros de retornar a la clandestinidad, estando Perón de regreso en la Argentina. Así fue hasta que se produjo el golpe de Estado del '76, que lo encuentra recién egresado de la universidad.
En el año 1977 ingresa a la Dirección General Impositiva en el cargo de Inspector, desempeñándose en esa función hasta el año 1981, cuando renuncia para abrir un estudio contable, que en poco tiempo se transformó en uno de los más importantes de la provincia.

Con el advenimiento de la democracia en el año 1983, participa en la creación de una agrupación política llamada "Convocatoria Peronista" que compite en las elecciones internas partidarias de ese año, saliendo en segundo lugar entre once listas, llevando como candidato a gobernador a Ernesto Corvalán Nanclares, quien había sido Ministro de Justicia de Perón. Luego de las elecciones, que ganó la Unión Cívica Radical con Santiago Felipe Llaver a la cabeza, esa agrupación se disolvió.
Durante la gobernación de Llaver, Balaguer fue asesor del bloque de Senadores del PJ. Al asumir la gobernación de la provincia el justicialista José Octavio Bordón (10 de diciembre de 1987), es designado jefe de asesores de la Cámara de Diputados y después secretario de administración y finanzas del Departamento General de Irrigación, pasando luego a ser subsecretario en el Ministerio de Obras y Servicios Públicos de la Provincia. Posteriormente fue asesor de la Comisión de Energía y después de la Comisión de Comercio de la Cámara de Diputados de la Nación.
En esa época el PJ de Mendoza era liderado por la agrupación "Naranja" de Bordón a la que también pertenecían Rodolfo Gabrielli y Arturo Lafalla, sus sucesores en la gobernación, que se autollamaron "el equipo de los mendocinos" y que tenían como opositores internos a los "Azules", grupo liderado por Juan Carlos Mazzón, Alberto Flamarique y José Luis Manzano.
Miembro fundador de una agrupación llamada "Convocatoria de Cipolletti", que se plantó como una tercera opción frente a los Naranjas y los Azules, que monopolizaban el PJ. La agrupación creció rápidamente, pero se disolvió cuando Bordón adelantó un año las elecciones internas y Nicolás Becerra negoció con él para ir en primer término como candidato a diputado nacional.
Además de los Naranjas y Azules, otro referente político importante que había en Mendoza era Eduardo Bauzá, varias veces ministro del presidente Carlos Menem. Balaguer se opuso a todos ellos e intentó enfrentarlos creando otra agrupación política, pero no tuvo eco para armarla. Pese a que muchos dirigentes coincidían con sus ideales, en definitiva nadie quería enfrentarlos.
Coincidentemente, con la degradación de la actividad política que ya se evidenciaba en la dirigencia que llegó al poder, con Bordón y sus sucesores del "equipo de los mendocinos" se inauguraron doce años plagados de denuncias de corrupción, como no hubo antes en la Provincia de Mendoza.
Fue entonces que, para enfrentarlos, comienzan sus investigaciones sobre esos hechos. Primeramente con la privatización de Giol que llevaron adelante Bordón y su ministro de economía Gabrielli , luego siguió con la investigación sobre la gestión del Banco de Mendoza y del Banco de Previsión Social, posteriormente con los negociados en el Casino de Mendoza y de Luis Abrego, Secretario General de la Gobernación de Bordón y jefe de asesores del gobernador Gabrielli , más tarde con las contrataciones con IBM de Bordón y de Gabrielli , también con las estafas de Gabrielli al Banco de Mendoza en los juicios por las deudas de su familia.
Además investiguó y redactó una denuncia penal por el irregular otorgamiento de la ciudadanía de Monzer Al Kassar en los tribunales federales de Mendoza.
Después de producida la caída en simultáneo del Banco de Mendoza y del Banco de Previsión Social e iniciada su privatización por Gabrielli, que finalizó Lafalla, fue que pidío el Jury de Enjuiciamiento al juez Orlando Vargas , que mediante un aberrante recurso de amparo le había entregado los bancos a Raúl Moneta y a sus socios locales de Magna Inversora, a pesar de que habían resultado perdedores en las licitaciones. Debido a esa denuncia, Vargas fue suspendido seis meses en sus funciones, pero faltaron votos para destituirlo. Por la irregular privatización de los bancos también Balaguer solicita el enjuiciamiento de Lafalla , pero el pedido ni siquiera fue tratado por la Legislatura de Mendoza. Denuncia además la participación que tuvo Daniel Vila, arrimándole los servicios de ese juez a Moneta para que le adjudicara los bancos. Vila comienza entonces una feróz campaña de desprestigio contra Balaguer.
En la causa penal que abrió el entonces juez federal Luis Leiva por la primera caída del Banco de Mendoza, colabora con los peritos oficiales designados.
Una vez que Raúl Moneta y sus socios de Magna Inversora tomaron posesión de los bancos oficiales privatizados, denuncia penalmente que se estaba produciendo el vaciamiento de los mismos. Producida la segunda caída de los bancos, esta vez por la gestión de Moneta y Magna Inversora, advierte que Moneta lavaba cuantiosas sumas de dinero a través del Citibank de Nueva York y de un banco radicado en Bahamas, el Federal Bank, decidiendo entonces llevar las correspondientes denuncias a los Estados Unidos, junto a los diputados nacionales Gustavo Gutiérrez y Elisa Carrió. Esto motiva que el Subcomité Permanente de Investigaciones del Senado de los Estados Unidos pidiera su colaboración. Balaguer viaja a Washington, donde permanece durante nueve meses, hasta que se realizaron las recordadas audiencias públicas en ese país a las que tuvo que concurrir la cúpula del Citibank para dar explicaciones sobre las operaciones de lavado de dinero de Moneta y de sus bancos: República y Federal Bank de Bahamas.
Redacta un pedido de juicio político al juez Gustavo Litteras, que le sustrajo al juez Leiva la causa por la caída del Banco Mendoza, y, por la misma razón, a la Cámara Federal de Buenos Aires y a la Suprema Corte de Justicia de la Nación.
Además solicita el enjuiciamiento de los miembros de la Suprema Corte de Justicia de la Nación por el caso del rebalanceo de las tarifas telefónicas , en el que estuvo involucrado Enrique Petracchi cobrando 580.000 dólares a través del Federal Bank de Moneta , denuncia que le valió varias querellas en su contra. Sus pedidos de enjuiciamiento a la Corte Suprema sirvieron de base para la acusación que formuló la Cámara de Diputados en su contra, que concluyó con la renuncia de varios de sus miembros.

## Sobre el Citibank
Balguer consigue que desde los Estados Unidos enviaran diesiceis cajas con la documentación del lavado de dinero de Moneta, pero cuando éstas venían en camino y a raíz del protagonismo que pretende arrogarse sobre la investigación la diputada Carrió, renuncia a integrar la Comisión Especial Investigadora creada en la Cámara de Diputados de la Nación, lo que significó el fracaso de la mentada comisión, que había generado una gran expectativa en la sociedad argentina. Sin embargo, el mero conocimiento de la existencia de estas cajas, las que fueron entregadas al gobierno argentino el 4 de mayo de 2001 sirvieron para crear conciencia en la opinión pública de los nefastos negociados perpetrados desde las más altas esferas de las finanzas mundiales, con la complicidad de gobernantes y empresarios locales. El prestigio del Citibank en Argentina nunca volvió a ser el que era.

Conjuntamente con Marcelo Zlotogwiazda, Balaguer se abocó a escribir el libro "Citibank vs. Argentina", que publicó Editorial Sudamericana en julio de 2003 . En el libro se cuenta la historia del Citibank en la Argentina, desde su llegada a nuestro país en el año 1914 hasta el 2000, y su gran influencia en todos los gobiernos que se sucedieron durante esos años. En profundidad se analizan las privatizaciones de las empresas públicas, iniciadas con Raúl Alfonsín y continuadas con Carlos Menem, que tuvo al Citibank como principal beneficiario. También su expansión hacia los medios de comunicación y su sociedad con Raúl Moneta, como asimismo la denuncia y posterior investigación del lavado de dinero implementado por el Citibank con Moneta. Además se relatan los pormenores de las investigaciones de esas operaciones de lavado de dinero, llevadas a cabo en los por el Senado de los Estados Unidos y en nuestro país por la Cámara de Diputados de la Nación, esta última fracasada (según Balaguer) por el desmedido afán de protagonismo de Elisa Carrió.

Es por la seriedad y perseverancia en sus investigaciones a través de los años, que Luis Balaguer se volvió fuente de consulta obligatoria para cualquier trabajo serio sobre este tema, es en ese marco que colaboró con la periodista Susana Viau en la elaboración de su libro "El Banquero", una completa biografía de Raúl Moneta, que incluye entre otros temas sus comienzos como usurero con una mesa clandestina de dinero, su intervención en el vaciamiento del Banco del Oeste, su transformación en banquero en la época de la dictadura, su relacionamiento con la cúpula del Citibank y con el menemismo, la creación del CEI, la caída del Banco Mendoza y del Banco República y el proceso de destitución del juez Luis Leiva.

Ayuda a Juan Gasparini a escribir su libro "La Delgada Línea Blanca", que relata las actuaciones de Nicolás Becerra en diversos hechos: el otorgamiento de la ciudadanía a Monzer Al Kassar, su intervención en el caso Wil-Ri, su cuenta no declarada en el exterior, su participación en la venta de indultos a los presidiarios. Todos echos oportunamente investigados y denunciados por el propio Balaguer. Dicho libro obtuvo el Premio Rodolfo Walsh en la Semana Negra de Gijón.

## Obras
- Marcelo Zlotogwiazda y Luis Balaguer (2003). Citibank vs. Argentina. Sudamericana. ISBN  950-07-2398-0.